# Vieux-Fort (Gwadelupa)
Vieux-Fort – miasto w Gwadelupie (Departament zamorski Francji); 1770 mieszkańców (2007)